# Тарквінія Мольдза
Тарквінія Мольдза (1 листопада 1542 — 8 серпня 1617) — італійська співачка, поетеса, диригент, композитор і натурфілософ. Її вважали великою віртуозою. Вона брала участь у знаменитому Жіночому концерті, хоч співала чи тренувала, не зрозуміло. Також вона грала на альті-бастарді.

## Ранні роки життя та освіта
Мольдза народилася в Модені, онука поета Франческо Марія Мольдза, і дочка Камілли та Ізабелли Колумбі. Її батько погодився, що вона повинна мати таку ж освіту, як і її брати, і вона вивчала грецьку, латинську, іврит та філософію до шістнадцяти років. Навчалась у вченого Джона Політіано та поета Френсіса Патріціо, а астрономію вивчала у математика Антонія Гуаріні. У 1560 році вона вийшла заміж за Паоло Порріно, який підтримав її повернення до школи, де вона навчалася у Франческо Патріці. Вона овдовіла у 1579 році..

## Музична кар'єра
До 1583 року вона проживала у Феррарі як офіційна «прийомка» герцогині Маргарити Гонзаги д'Есте(Margherita Gonzaga d'Este), де вона була відомим виконавцем, диригентом і композитором. Мольдза була звільнена з посади в 1589 році й повернулася в Мантуа, коли її звинуватили в романі з фламандським композитором Гіакесом де Вертом. Нижнє дворянство (якими вважали «прийомок») не повинно було залучати себе до представників класу слуг (якими вважались незначні композитори, такі як Верт). Вона стверджувала, що її стосунки з Вертом були дружніми, а не сексуальними.

## Літературно-художні уявлення
Їй присвячено багато художніх творів. Франческо Патріці писав про її спів у своєму трактаті «L'amorosa filosofia», і вона, мабуть, перша співачка, чию біографію опублікували (Opuscoli inediti di Tarquinia Molza modenese Д. Ванделлі).
Її ім'я з'являється серед тих, хто був представлений на Heritage Floor Джуді Чикаго «The Dinner Party».

## Відзнаки
Мольдза отримала римське громадянство в 1600 році, єдина жінка, яка мала громадянство. В указі зазначалося, «хоча Сенат ніколи не приймав жінок до числа громадянства … [постановлено, що] Тарквінія Мольдза з Модени буде зарахована до числа найзнатніших громадян із титулом l'Unica, який раніше не присвоювався будь-кому, визнаючи її особливі чесноти та заслуги».